# Both (ungarisches Adelsgeschlecht)
Both ist der Name einer alten, bedeutenden ungarischen Magnatenfamilie.

## Geschichte
Die Familie Both entstammte dem Geschlecht (genus) der Osl aus Csorna, das im 9. Jahrhundert an der ungarischen Landnahme beteiligt war. 
Der Wappenbrief wurde am 21. Februar 1460 in Buda von König Matthias Hunyadi ausgestellt. Er besteht aus Pergament (Maße 37,2 cm × 53,3 cm) und trägt das Siegel des Königs Matthias. Verwahrt wird die Urkunde im Ungarischen Staatsarchiv in Budapest unter der Signatur DL 73414. 

## Wappen
In einem mit blauem Balken linksgeschrägten roten Wappenschild steht ein seitlich geneigter Geharnischter. In der Hand hält er eine Armbrust und im Arm ein Schild (Tartsche). Als Helmwulst trägt das Wappenschild ein rotes Adlerflügelpaar – ein Hinweis auf das Geschlecht Osl – mit diagonalem blauen Balken. Helmzier: rot-weiße Decken.

## Personen
- Zweig Both von Botfalva
  - Péter Both von Bothfalva († auf 1417), Gespan (föispan) der Ugocsa
  - György Both de Bothfalva († auf 1451), Gespan der Ung
  - Gyula Both von Bothfalva (18. Jahrhundert-19. Jahrhundert), oberster Richter der Oberungarn in Eperies
  - Menyhert I Both von Bothfalva († 1882), königlicher Ankläger
  - Menyhert II Both von Bothfalva (1857–1916), Künstler
  - Clara Both von Bothfalva und Bajna (1907–2000), ungarische Künstler
- Zweig Both von Bajna
  - Johann Both von Bajna (kroatisch Ivan, ungarisch bajnai Both János) († 1493), Ban von Kroatien
  - András Both von Bajna (kroatisch Andrija Bot od Bajne) († 1511), Ban von Kroatien
  - János Both von Bajna († 1521), Vize-Ban von Kroatien, Gouverneur von Belgrad
  - Bálint Both de Bajna, főispán der Arad im Jahr 1550
  - Erzsébet Both de Bajna, die Ehefrau von Miklós Istvanffy (1558–1615)
- Zweig Both danach Burchart Bélavary de Sycava

Wappen der Both von Botfalva
Wappen der Both de Bajna
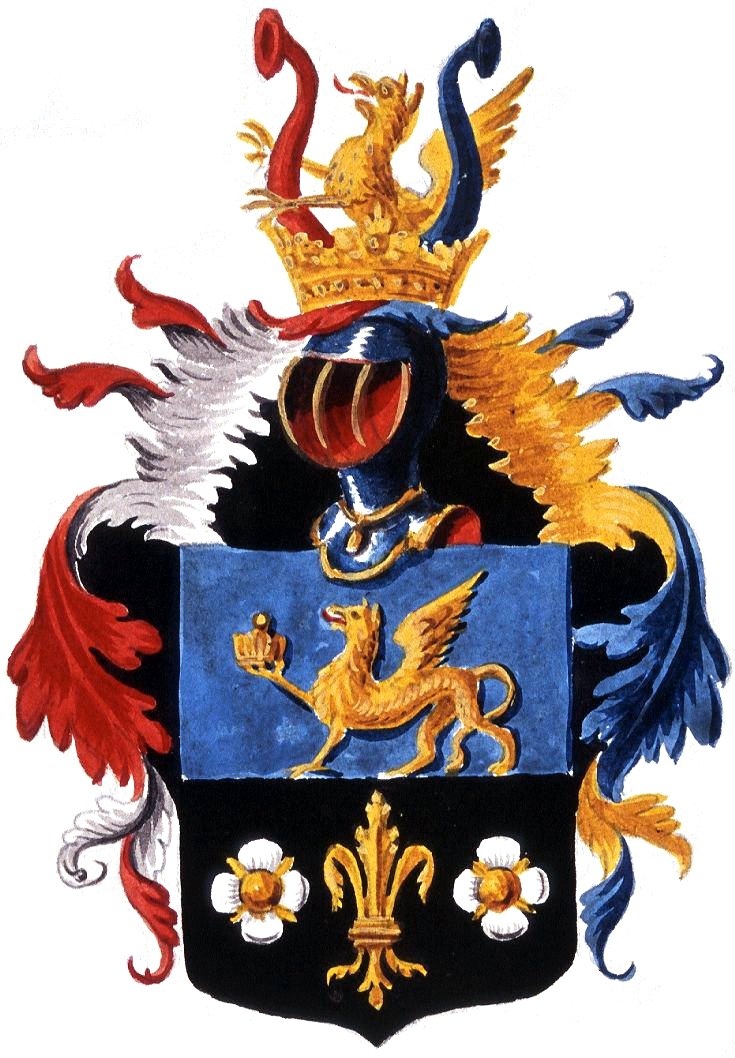
Wappen der Both Burchard von Bélavary de Sycava